# فيل دارو
فيل دارو (بالإنجليزية: Phil Daru؛ مواليد 20 نوفمبر 1980) هو مُقاتل فنون قتالية مختلطة أمريكي ولاعب كرة قدم جامعي.

## وصلات خارجية
- فيل دارو على موقع شيردوغ (الإنجليزية)
- فيل دارو على موقع IMDb (الإنجليزية)